# I Got Lucky
I Got Lucky è un album compilation di Elvis Presley. Il disco venne pubblicato negli Stati Uniti nell'ottobre 1971 dalla RCA Camden, etichetta economica sussidiaria della RCA. Tutte le tracce presenti sull'album provengono da colonne sonore di suoi film, e non erano mai state pubblicate su LP in precedenza.

## Tracce
1. I Got Lucky (Dolores Fuller, Ben Weisman e Fred Wise) - 1:58
2. What a Wonderful Life (Jerry Livingston e Sid Wayne) - 2:29
3. I Need Somebody to Lean On (Doc Pomus e Mort Shuman) - 3:03
4. Yoga Is as Yoga Does (Fred Burch e Gerald Nelson) - 2:12
5. Riding the Rainbow (Ben Weisman e Fred Wise) - 1:41
6. Fools Fall in Love (Jerry Leiber e Mike Stoller) - 2:07
7. The Love Machine (Fred Burch, Gerald Nelson e Chuck Taylor) - 2:51
8. Home Is Where the Heart Is (Hal David, Sherman Edwards e Donald Meyer) - 1:53
9. You Gotta Stop (Bernie Baum, Bill Giant, Florence Kaye) - 2:20
10. If You Think I Don't Need You (Gary Joe Cooper e Red West) - 2:04